# مجموعه تپه‌های شهردر
مجموعه تپه‌های شهردر مربوط به دوران‌های تاریخی پس از اسلام است و در شهرستان فسا، روستای فرشکویه واقع شده و این اثر در تاریخ ۲۸ دی ۱۳۷۹ با شمارهٔ ثبت ۲۹۶۰ به‌عنوان یکی از آثار ملی ایران به ثبت رسیده است.